# Охотник, Владимир Ильич
Влади́мир Ильи́ч Охо́тник (род. 28 февраля 1950, Киев) — советский и французский шахматист, гроссмейстер (2011), тренер. Выпускник физико-технического факультета Днепропетровского государственного университета (1975).

## Шахматная карьера
Научился играть в шахматы в 6-летнем возрасте. В 1962 году вместе с семьёй переехал в Днепропетровск, где начал посещать шахматный кружок Дворца пионеров, занимаясь под руководством Ю. М. Каема.
Двукратный чемпион Днепропетровска (1970 и 1971).
Успешно выступал в чемпионатах Украинской ССР: стал чемпионом в 1979, занял 3-е место в 1980. Участник полуфинала 48-го чемпионата СССР (1980) в Днепропетровске (5-е место). Начиная с 1984 года, активный участник международных турниров. Двукратный чемпион мира среди ветеранов: 2011 и 2015 (категория 65+).

## Тренерская карьера
Добился значительных успехов на тренерском поприще. Работал со сборной Украинской ССР в командном чемпионате СССР (1978) во Владимире, был тренером-секундантом Майи Чибурданидзе на чемпионате мира 1981 года (М. Чибурданидзе сыграла вничью с Н. Александрией и сохранила чемпионский титул), тренировал команду ЦС «Спартак» в командном первенстве СССР (1984) в Киеве и юношескую сборную Украинской ССР, одержавшую победу в командном первенстве СССР среди юношей до 20 лет (1989) в Ленинграде.
В разные годы тренировал таких шахматистов, как Петер Леко, Микулаш Маник, Ева Репкова, Этьен Бакро, Василий Шикула. Проживая во Франции, работал с местными шахматистами.

## Спортивные результаты
| Год  | Город            | Турнир            | + | − | = | Результат | Место |
| ---- | ---------------- | ----------------- | - | - | - | --------- | ----- |
| 1979 | Днепропетровск   | Чемпионат Украины |   |   |   |           | 1     |
| 1980 | Харьков          | Чемпионат Украины |   |   |   |           | 3     |
| 1984 | Эгер             |                   |   |   |   |           | 1     |
| 1987 | Сату-Маре        |                   |   |   |   |           | 1     |
| 1988 | Каппель-ла-Гранд |                   |   |   |   |           | 1     |
| 1991 | Эгер             |                   |   |   |   |           | 1     |
|      | Тапольца         |                   |   |   |   |           | 1     |

Лучшие результаты в международных турнирах:
- Eger (1991)-1

<...>
- «Филлах опен» (Филлах, Австрия; 2012) — 2-е (1—2-е) место[2].

- Arvier (2011) — чемпионат Европы ветеранов — 2-е место, чемпион мира среди ветеранов (Opatja, 2011), чемпион мира среди ветеранов +65 (Acqui Terme, 2015).